# پتار جنیچ
پتار جنیچ (صربی: Petar Đenić؛ زادهٔ ۱۴ آوریل ۱۹۷۷) بازیکن فوتبال اهل صربستان بود.
از باشگاه‌هایی که در آن بازی کرده‌است می‌توان به باشگاه فوتبال ستاره سرخ بلگراد، باشگاه فوتبال المپیاکوس نیکوزیا، باشگاه فوتبال روت وایس اهلن، و باشگاه فوتبال رادنیشکی نیش اشاره کرد.
وی همچنین در تیم ملی فوتبال صربستان بازی کرده‌است.